# Exibição Internacional de 1880
A Exposição Internacional de Melbourne foi a oitava feira mundial reconhecida pelo Bureau International des Expositions e a primeira oficial a acontecer no Hemisfério Sul.

## Preparações
Após se tornarem auto-governadas, as províncias de Victoria (1851) e Nova Gales do Sul (1856) viveram um período decrescimento econômico como resultado de descoberta e exploração de reservas de ouro. Esse crescimento aconteceu nas décadas de 1850 e 1860 e acabou causando um certo revanchismo com Melbourne e Sydney. Na década de 1870 o foco tornou-se o mundo exterior e muitas propostas de organização de feiras, como nos moldes das realizadas na Europa, com o intuito de promover o comércio e a indústria, além das artes, ciências e educação.
Melbourne começou os preparativos em 1879 e entregou os planos ao Parlamento. Sydney, a rival, e as duas outras cidades, queriam organizar uma feira em tempo recorde..
A feira de Sydney aconteceu em 1879 mas focou-se principalmente em agricultura, por isso não foi uma exposição universal. Melbourne apressou-se a fim de realizar uma exposição logo após Sydney, para que os participantes pudessem transportar suas exibições durante o inverno de 1880.

## Exibição
A exibição durou de 1 de outubro de 1880 a 30 de abril de 1881. Foi a segunda exposição internacional na Austrália, após a de Sydney. Houve cerca de 1 milhão e meio de visitantes, mas com uma perda estimada de cerca de 280 mil libras. A exposição também foi aberta ao entretenimento e turismo.
O Royal Exhibition Building, construído em Carltons Gardens foi terminado em 1880 a fim de abrigar a exposição, consistindo de 12.000 metros quadrados. A pedra inaugural foi assentada pelo governador George Bowen.

## Após a exibição
A construção foi estendida e reutilizada em 1888 para a Exposição do Centenário de Melbourne, celebrando a fundação do assentamento europeu em Sydney em 1788. Partes da construção original ainda permanecem e são considerados Patrimônio Mundial da UNESCO.